# Nikolai Fiódorov
Nikolai Fiódorov (Çuçukassi, Txuvàixia, 9 de maig de 1958), de nom complet amb patronímic Nikolai Vassílievitx Fiódorov (rus i txuvaix: Никола́й Васи́льевич Фёдоров), és un polític de Rússia. Ha estat el primer president de la República de Txuvàixia. També ha estat ministre de Justícia de Rússia amb Borís Ieltsin i d'Agricultura amb Vladímir Putin i primer vicepresident del Consell de la Federació.

## Primers anys
Nikolai Fiódorov va néixer el 1958 al poble de Çuçukassi, districte de Sĕntĕrvărri de Txuvàixia (actualment absorbit per Śĕnĕ Şupaşkar). El 1980, després de llicenciar-se en dret a la Universitat de Kazan, va començar a ensenyar a la Universitat Txuvaixa les assignatures de «dret soviètic» i «comunisme científic».

## Carrera política

### Ministre federal
El 1989 va ser elegit al Congrés de Diputats del Poble. Va ser ministre de Justícia de Rússia del 14 de juliol de 1990 al 24 de març de 1993. El desembre de 1991, Fiódorov va declarar que l'antic líder de la RDA Erich Honecker, de 79 anys, que es trobava a l'ambaixada xilena a Moscou, havia d'abandonar el territori de l'URSS (sis mesos més tard, el juliol de 1992, Honecker va ser extradit a Berlín). El març de 1993, durant la lluita pel poder entre el gabinet de Borís Ieltsin i el parlament, Fiódorov va dimitir protestant contra accions de Ieltsin que jutjava inconstitucionals. Fiódorov va valorar críticament la dissolució del Congrés dels Diputats del Poble i del Soviet Suprem de Rússia l'octubre de 1993. De maig de 1993 a gener de 1994, va ser president del Col·legi d'Advocats de Moscou.

### President de Txuvàxia
El desembre de 1993, es va presentar simultàniament a les eleccions a la Duma Estatal i per president de Txuvàixia. Fiódorov va ser elegit a la Duma a la llista del Partit Democràtic de Rússia. A les eleccions presidencials de Txuvàixia, va guanyar a la segona ronda. El 21 de gener de 1994 va prendre possessió com a president de la República i al febrer va dimitir com a diputat de la Duma Estatal.
Va ser reelegit el 1997 i el 2001, i, després que el càrrec passés a ser designat pel president de Rússia, va ser nomenat pel president Putin el 2005. Com a cap de la república, va ser membre del segon Consell de la Federació de 1996 a 2001. El desembre de 2000, Fiódorov va ser l'únic senador que va votar en contra de la nova llei sobre l'himne nacional de Rússia, adoptant la melodia de l'himne de l'URSS d'Aleksàndrov (la lletra de Serguei Mikhalkov va ser adoptada més tard).
Va ser el primer president de la República de Txuvaixia fins al 29 d'agost de 2010. Fiódorov es va oposar a les polítiques de Borís Ieltsin a Txetxènia i a les iniciatives de reforma federal de Vladímir Putin l'any 2000.

### Després de la presidència
El 8 de setembre de 2010, a la sessió del Consell d'Estat de Txuvàixia, va ser escollit membre del Consell de la Federació de Rússia.
Ha estat ministre d'agricultura amb Vladímir Putin des del 21 de maig de 2012 fins a l'abril de 2015. Dos dies després del seu nomenament, va enviar una carta a Mikhaïl Ignàtiev, el seu successor com a president de Txuvàxia, criticant-ne la política econòmica. D'abril a setembre de 2015, Fiódorov va ser assessor del president de Rússia en temes agroindustrials.
El gener de 2014, Fiódorov va arribar a Berlín per a l'exposició agrícola de la Setmana Verda en un jet privat Cessna de classe business registrat a Sèrbia. La foto de Fiódorov sortint de la cabina es va retocar primer i després es va eliminar del lloc web del Ministeri d'Agricultura.
Després de la seva dimissió del gabinet federal, Fiódorov va ser nomenat membre del Consell de la Federació representant Txuvàixia per segona vegada. Entre 2015 i 2020 en va ser el primer vicepresident.

### Sancions
Va ser sancionat pel govern del Regne Unit el 2022 i també pel dels Estats Units i per la Unió Europea amb relació a la guerra russo-ucraïnesa.